# Université municipale de Yokohama
L'Université municipale de Yokohama (横浜市立大学, Yokohama shiritsu daigaku) est une université publique du Japon située dans la ville de Yokohama.